# UNIT4 Business Modeler
UNIT4 Business Modeler, vormals Agresso Business Modeller, ist ein Software-Tool zur Prozessmodellierung, Visualisierung, Prozessanalyse und Prozessautomatisierung. Ursprünglich wurde das Tool unter dem Namen Nautilus von dem Unternehmen Gedilan entwickelt. Im Juli 2007 hat der niederländische Softwarekonzern UNIT4 Business Software die Rechte an Nautilus gekauft, sie in UNIT4 Business Modeler (bis November 2011 Agresso Business Modeller) umbenannt und seither kontinuierlich weiterentwickelt.

## Nutzung
Das UNIT4 Business Modeler-System wird für die Prozessmodellierung und Prozessanalyse genutzt, um neue Organisationsstrukturen abzubilden und Prozessabläufe zu optimieren.
Schnelle Ergebnisse werden durch die automatische Generierung von Grafiken, automatische Layout-Funktionalität, zentrales Daten-Repository erzielt. Diese Art der Modellierung ermöglicht komplexe Geschäftsprozesse einfach darzustellen und Missverständnisse zwischen den einzelnen Abteilungen eines Unternehmens sowie zwischen Anbietern und Kunden eines Informationssystems zu vermeiden.

## Funktion
- Die Grundlage des Systems bildet die EPK (Ereignisgesteuerte Prozesskette).
- Der Baustein BPEL (Business Process Execution Language) bietet die Schnittstelle zu anderen Systemen.
- Teilprozesse können ex- und importiert werden, dadurch besteht die Möglichkeit, Prozessvorlagen zu schaffen.
- Modelle können als HTML exportiert und auf einem Web-Server zur Verfügung gestellt werden.
- Gliederungselemente, Geschäftsprozesse und Funktionen können gegen Veränderungen geschützt werden.
- Zusätzliche Information durch selbst zu definierende Attribute, z. B. für Hinterlegung von Kennzahlen
- Modellierung der Funktionen im Funktionsblatt
- Darstellung als Swimlane
- Darstellung von ähnlichen Prozessen mittels Filter.
- Vergleichsmethode IST – SOLL
- Verfügbar in den Sprachvarianten Deutsch und Englisch.

## Bedienung
Einfache Bedienung durch Windows-konforme GUI, Drag & Drop, Explorerstruktur, benutzerorientierte Ergonomie, Microsoft Visio für Darstellung der Prozessgrafiken.